# Chaoyang (Shantou)
Chaoyang  léase Cháo-Yang (en chino simplificado, 潮阳区; pinyin, Cháoyáng qū)  es un distrito urbano bajo la administración directa de la ciudad-prefectura de Shantou. Se ubica al este de la provincia de Cantón, en el sur de la República Popular China. Su área es de 666 km² y su población total para 2018 fue más de 1,7 millones de habitantes.

## Administración
El distrito de Chaoyang  se divide en 13 pueblos que se administran en 4 subdistritos y 9 poblados.